# Стеван Симић
Стеван Симић (Кратово, 9. мај 1882 — Скопље, 25. јун 1962) био је српски географ, просветни и национални радник у Старој Србији и народни посланик у Краљевини Југославији.

## Школовање
Родио се у Кратову 1882. године. Основну школу завршио је у месту рођења а гимназију у Солуну и Цариграду. По завршеној гимназији био је учитељ у селу Тураљеву код Кратова. Одлази 1902. године на студије географије, етнографије и историје у Београд, где дипломира 1906. године на Филозофском факултету код чувеног географа Јована Цвијића.

## Члан четничкога покрета
Веома брзо упознао се са оснивачима Српске одбране Милорадом Гођевцом, Јованом Атанацковићем и Васом Јовановићем. Постао је члан револуционарнога одбора. Био је активан члан српске четничке организације, користан као добар познавалац прилика у Јужној Србији и Македонији.
Од 1906. до 1912. године био је наставник у српским гимназијама у Битољу, Пљевљима, Солуну и Скопљу. Показао се као ревносни професор, добар предавач који се уз пут бавио писањем, пре свега етнолошких и историјских радова. Док је радио у Солуну започео је велики истраживачки рад по Јужној Македонији, по којој је често путовао. Обиман рукопис о антропогеографским одликама Кратовске области наводно пропао је током Првог светског рата. Боравио је под бугарском окупацијом прикривен у Скопљу. За време Првог светског рата као полиглота служио је као преводилац при Британској команди.

## Након Првога светскога рата
После рата био је директор гимназија у Велесу (1920-), Охриду и Призрену, награђиван као управник најбољих школских установа у држави. Због неслагања са партијским котеријама пензионисан је 1929. године, након чега је изабран за народног посланика Кратовског среза. Био је 1931. године уредник бановинског службеног листа у Скопљу. Касније је присталица режима, политичар посланик владајуће ЈНС па ЈРЗ 1936-1938. године.
По почетку Другог светског рата враћа се у Београд где остаје до краја рата. Након рата одбија да промени презиме и да се изјасни као Македонац, због чега је трпео разне притиске. Разочарао се и у Србију, због њене све веће незаинтересованости за Србе у Јужној Србији. Као пензионер написао је Успомене о људима и догађајима у Македонији од 1912. до 1941. године. Умро је у Скопљу јуна 1962. године, у великој беди. Његова заоставштина похрањена у архиву САНУ представља прворазредни извор за историју Срба у данашњој Македонији.

## Научни рад
Аутор је више стручних расправа из области етнологије, историје и археологије. Познатији рани историографски радови су му: "Босна и Херцеговина" (1909), "Наши писци и преписивачи од 14. до 18. века" (1911), "Лесновски манастир Св. Гаврила" (1913), "Историја Кратовске области" (1914), "Срби и Бугари у прошлости и садашњости" (1918), "Велешки манастир Св. Димитрија" (1923), "Охрид" (1925), и други. По пензионисању, а нарочито након Другог светског рата више се посветио географским и етнолошким истраживањима. Објавио је 1940. године "Кратовске куле", а 1955. године "Кундинско језеро", затим "Злетово" (1955), "Кратово" (1957). По Јовану Трифоноском: Стеван Симић је много урадио, али се мало истицао и више је значио него што је то изгледало.

## Дела
- Историја кратовске области, Београд 1914.
- Комитско четовање у Старој Србији и Македонији 1903-1912, Београд 1998.